# Masayuki Nakagomi
Masayuki Nakagomi (中込 正行, Nakagomi Masayuki) est un footballeur japonais né le 17 août 1967 dans la préfecture de Yamanashi au Japon.